# ۱۹۵۳

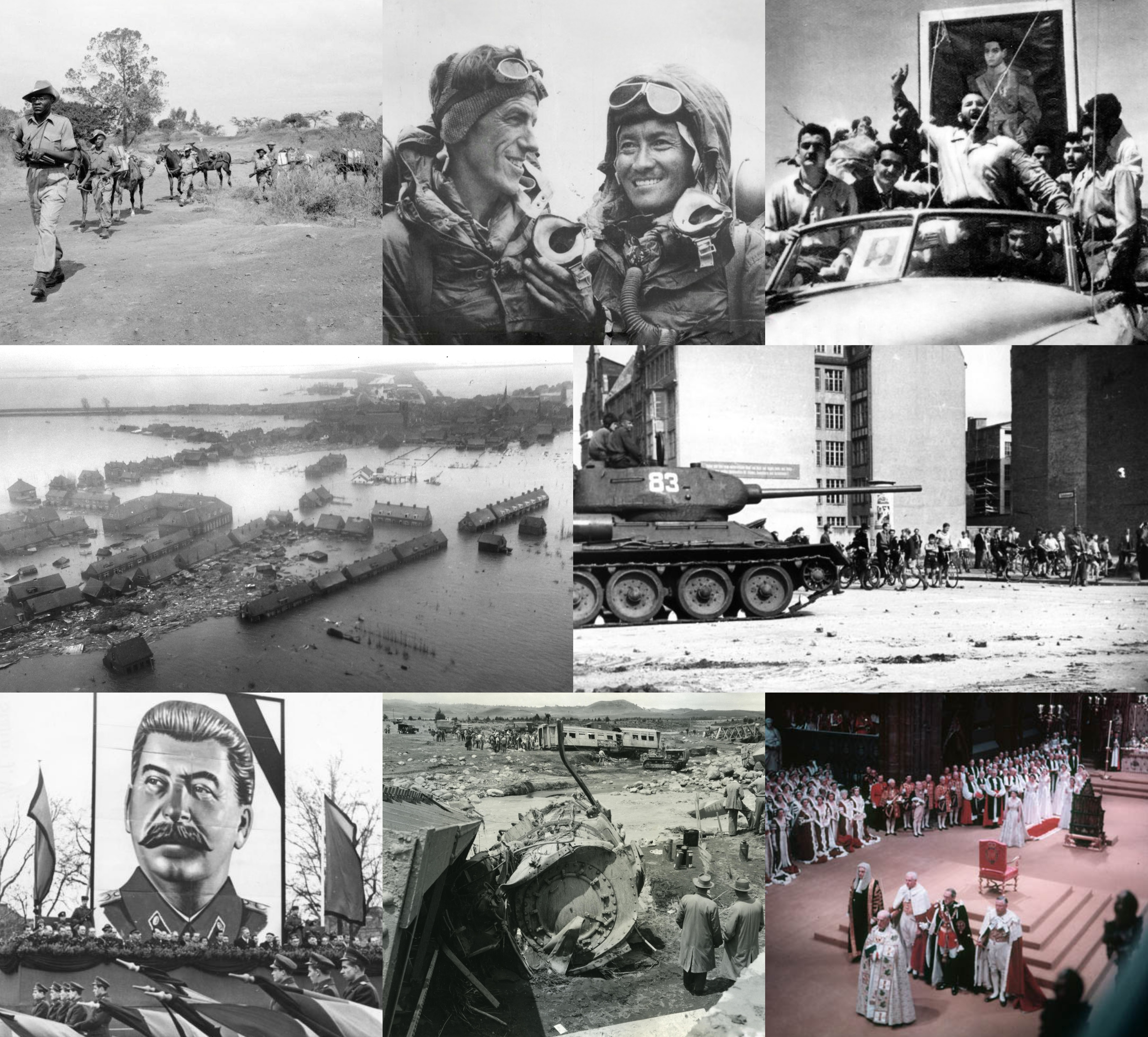

## رویدادها
- ۲۲ ژانویه - محمد رضا شاه پهلوی نخستین تله اسکی ایران را می‌گشاید.
- ساخت سد کجکی در افغانستان انجام شد.
- مجله پلی بوی (Play boy)از سال ۱۹۵۳ میلادی (۱۳۳۲ خورشیدی) توسط هیو هیفنر و همکاران در ایالات متحده آمریکا برای نخستین‌بار انتشار یافت

## زادروزها
- ۱ ژانویه - فیلیپ دوست-بلازی، سیاست‌مدار فرانسوی
- ۱ مارس - کارلوس کی‌روش، مربی فوتبال اهل پرتغال.
- ۳۰ مارس - نلو وینگادا، مربی فوتبال اهل پرتغال.
- ۲۱ ژوئن، زادروز بی‌نظیر بوتو، سیاست‌مدار فقید و نخست وزیر اسبق پاکستان.
- ۴ ژانویه – جرج تنت، سیاست‌مدار آمریکایی
- ۶ ژانویه – ملکوم یانگ،
- ۴ فوریه – کیتارو، یک آهنگ‌ساز و نوازنده اهل کشور ژاپن
- ۸ فوریه – مری استینبورگن، بازیگر آمریکایی
- ۱۱ فوریه – جب بوش، بانکدار آمریکایی
- ۱۹ فوریه – کریستینا فرناندس د کیرشنر، سیاست‌مدار و وکیل آرژانتینی
- ۲۱ فوریه – ویلیام پترسن، تهیه‌کننده و بازیگر آمریکایی
- ۲۶ فوریه – مایکل بولتون، خواننده-ترانه‌سرا، موسیقی‌دان، تهیه‌کننده، خواننده، و ترانه‌سرا آمریکایی
- ۲ مارس – روس فینگلد، سیاست‌مدار و وکیل آمریکایی
- ۲۳ مارس – چاکا کان، خواننده-ترانه‌سرا، موسیقی‌دان، خواننده، و آهنگساز آمریکایی
- ۱۸ آوریل – ریک مورانیس، بازیگر کانادایی
- ۲۹ آوریل – نیکولای بودارین، فضانورد و سیاست‌مدار روسی
- ۲۴ مه – آلفرد مولینا، بازیگر بریتانیایی
- ۳۰ مه – کالم مینی، بازیگر ایرلندی
- ۲ ژوئن – کیت آلن (هنرپیشه)، مجری تلویزیونی، نویسنده، موسیقی‌دان، بازیگر، کارگردان، و کمدین بریتانیایی
- ۸ ژوئن – ایوو ساندر، سیاست‌مدار اهل کرواسی
- ۱۰ ژوئن – جان ادواردز، سیاست‌مدار و وکیل آمریکایی
- ۱۵ ژوئن – شی جین پینگ، سیاست‌مدار و مهندس چینی
- ۱ ژوئیه – ابوتحسین الصالحی، نظامی و تک‌تیرانداز اهل عراق (د. ۲۰۱۷)
- ۱۳ ژوئیه – گیل بیرمنگام، صداپیشه و بازیگر آمریکایی
- ۱۴ ژوئیه – ببه بیول، خواننده-ترانه‌سرا، بازیگر، خواننده، مدل، و آهنگساز آمریکایی
- ۲۳ ژوئیه – نجیب تون رزاق، سیاست‌مدار اهل مالزی
- ۲۴ ژوئیه – کلیر مک‌کسکیل، سیاست‌مدار و وکیل آمریکایی
- ۲ اوت – بوچ پاتریک، بازیگر آمریکایی
- ۹ اوت – ژان تیرول، اقتصاددان فرانسوی
- ۱۸ اوت – لوئی گومرت، قاضی، وکیل، و سیاست‌مدار آمریکایی
- ۲۷ اوت – الکس لایفسن، آهنگساز کانادایی
- ۶ سپتامبر – آنا لوکارت (هنرپیشه زن)، بازیگر آمریکایی
- ۱۰ سپتامبر – امی ایروینگ، تهیه‌کننده و بازیگر آمریکایی
- ۲۲ سپتامبر – سگولن رویال، سیاست‌مدار فرانسوی
- ۷ اکتبر – تیکو تورس، درامر و موسیقی‌دان آمریکایی
- ۹ اکتبر – تونی شالهوب، صداپیشه، بازیگر، و کارگردان آمریکایی
- ۳۱ اکتبر – مایکل جی اندرسون، بازیگر آمریکایی
- ۱۴ نوامبر – دومینیک دو ویلپن، سیاست‌مدار و دیپلمات فرانسوی
- ۱۸ نوامبر – آلن مور، نویسنده بریتانیایی
- ۲۶ دسامبر – توماس هندریک ایلوس، ژورنالیست، دیپلمات، و سیاست‌مدار اهل استونی
- ۳۱ دسامبر – جیمز رمار، بازیگر آمریکایی

## مرگ‌ها
- ۱ ژانویه - هنک ویلیامز، موسیقیدان آمریکایی.
- ۵ مارس - ژوزف استالین، رهبر اتحاد جماهیر شوروی سوسیالیستی.
- ۵ مارس - سرگئی پروکفیف، آهنگساز روس.
- ۲۴ مارس - ماری تک، همسر جرج پنجم و شهبانوی بریتانیای کبیر.
- ۱۹ ژوئن - ژولیوس و اتل روزنبرگ، زوج کمونیست آمریکایی متهم به جاسوسی برای شوروی.
- ۲۷ نوامبر، یوجین اونیل، نویسنده آمریکائی.
- ۲۷ فوریه – پال هرست (هنرپیشه)، بازیگر و کارگردان آمریکایی (ز. ۱۸۸۸)
- ۷ مارس – ادوارد سجویک، تهیه‌کننده، بازیگر، و کارگردان آمریکایی (ز. ۱۸۹۲)
- ۱۴ مارس – کلمنت گوتوالد، سیاست‌مدار اهل جمهوری چک (ز. ۱۸۹۶)
- ۲۸ مارس – جیم تورپ، بازیکن بیسبال، بازیکن بسکتبال، و ورزشکار آمریکایی (ز. ۱۸۸۷)
- ۱۶ مه – جنگو راینهارت، گیتاریست و آهنگساز بلژیکی (ز. ۱۹۱۰)
- ۳۰ مه – دولی ویلسون، بازیگر آمریکایی (ز. ۱۸۸۶)
- ۱ ژوئن – الکس جیمز، بازیکن فوتبال اسکاتلندی (ز. ۱۹۰۱)
- ۲۶ ژوئن – لاورنتی بریا، سیاست‌مدار اهل گرجستان (ز. ۱۸۹۹)
- ۳۱ ژوئیه – رابرت تفت، قاضی و سیاست‌مدار آمریکایی (ز. ۱۸۸۹)
- ۱۵ اوت – لودویگ پرانتل، فیزیک‌دان و مهندس آلمانی (ز. ۱۸۷۵)
- ۵ سپتامبر – فرانسیس فورد (هنرپیشه)، فیلمنامه‌نویس، بازیگر، و کارگردان آمریکایی (ز. ۱۸۸۱)
- ۲۷ سپتامبر – هانس فریتشه، ژورنالیست و سیاست‌مدار آلمانی (ز. ۱۹۰۰)
- ۲۸ سپتامبر – ادوین هابل، ستاره‌شناس آمریکایی (ز. ۱۸۸۹)
- ۶ اکتبر – پرتر هال، بازیگر آمریکایی (ز. ۱۸۸۸)
- ۱۴ اکتبر – آرتور ویمپریس، فیلمنامه‌نویس بریتانیایی (ز. ۱۸۷۴)
- ۹ نوامبر – ملک عبدالعزیز بن عبدالرحمن آل سعود، بنیان‌گذار عربستان سعودی و چهاردهمین فرمانروا از خاندان آل سعود (ز. ۱۸۷۶)
- ۳۰ نوامبر – فرانسیس پیکابیا، نویسنده و نقاش فرانسوی (ز. ۱۸۷۹)
- ۱۰ دسامبر – عبدالله یوسف‌علی، مترجم هندی (ز. ۱۸۷۲)
- ۱۴ دسامبر – مارجوری کینان راولینگز، نویسنده آمریکایی (ز. ۱۸۹۶)
- ۱۹ دسامبر – رابرت میلیکان، فیزیک‌دان آمریکایی (ز. ۱۸۶۸)